# Блумфілд (Нью-Мексико)
Блумфілд (англ. Bloomfield) — місто (англ. city) в США, в окрузі Сан-Хуан штату Нью-Мексико. Населення — 7421 особа (2020).

## Географія
Блумфілд розташований за координатами 36°43′38″ пн. ш. 107°58′54″ зх. д. / 36.72722° пн. ш. 107.98167° зх. д. (36.727345, -107.981552).  За даними Бюро перепису населення США в 2010 році місто мало площу 20,60 км², з яких 20,49 км² — суходіл та 0,12 км² — водойми. В 2017 році площа становила 48,67 км², з яких 48,55 км² — суходіл та 0,12 км² — водойми.

## Демографія
Згідно з переписом 2010 року, у місті мешкало 8112 осіб у 2852 домогосподарствах у складі 2038 родин. Густота населення становила 394 особи/км².  Було 3100 помешкань (150/км²).
Расовий склад населення:
| - 67,3 % — білих - 18,3 % — корінних американців - 0,6 % — чорних або афроамериканців - 0,4 % — азіатів - 9,8 % — осіб інших рас |

До двох чи більше рас належало 3,5 %. Частка іспаномовних становила 31,7 % від усіх жителів.
За віковим діапазоном населення розподілялося таким чином: 30,2 % — особи молодші 18 років, 58,2 % — особи у віці 18—64 років, 11,6 % — особи у віці 65 років та старші. Медіана віку мешканця становила 31,7 року. На 100 осіб жіночої статі у місті припадало 96,2 чоловіків;  на 100 жінок у віці від 18 років та старших — 91,8 чоловіків також старших 18 років.
Середній дохід на одне домашнє господарство  становив 58 062 долари США (медіана — 49 070), а середній дохід на одну сім'ю — 68 945 доларів (медіана — 70 118). Медіана доходів становила 31 977 доларів для чоловіків та 31 512 долари для жінок. За межею бідності перебувало 18,0 % осіб, у тому числі 19,5 % дітей у віці до 18 років та 15,7 % осіб у віці 65 років та старших.
Цивільне працевлаштоване населення становило 3409 осіб. Основні галузі зайнятості: освіта, охорона здоров'я та соціальна допомога — 33,3 %, сільське господарство, лісництво, риболовля — 9,7 %, публічна адміністрація — 8,6 %.